# سرابيوم (الإسماعيلية)
سرابيوم إحدى قرى مركز فايد التابع لمحافظة الإسماعيلية بجمهورية مصر العربية.